# بانکداری خرد

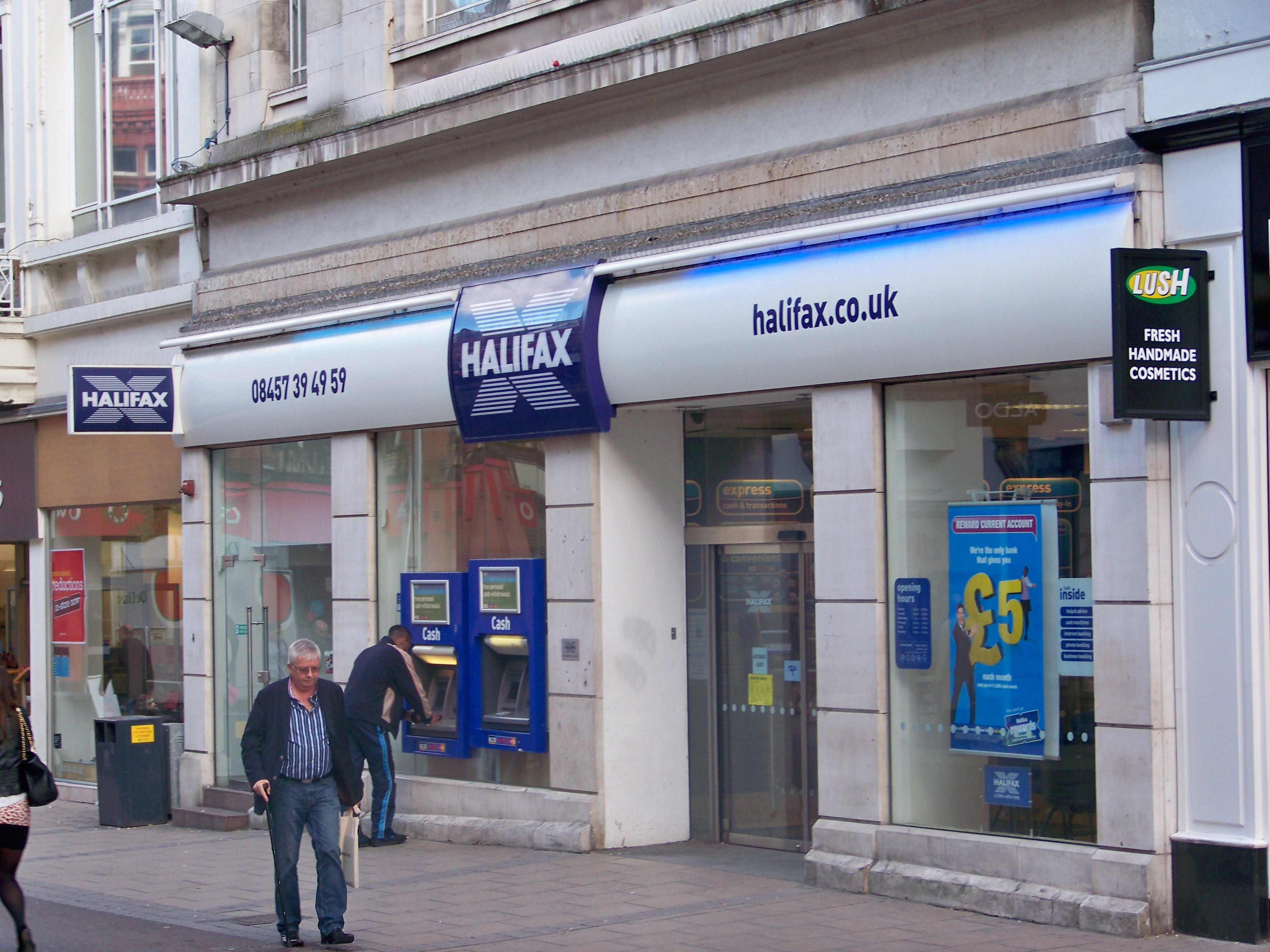
شعبه‌ای از بانکداری خرد در شهر لیدز، بریتانیا.

بانکداری خرد (به انگلیسی: Retail banking) به ارائه مستقیم خدمات از سوی بانک به افراد گفته می‌شود. این حوزه بانکداری خدمات متنوعی را، از قبیل کارت‌های نقدی، کارت‌های اعتباری، کارت‌های عابربانک، حساب‌های جاری و پس‌انداز، وام‌های مسکن و وام‌های شخصی را در بر می‌گیرد. این خدمات از طریق کانال‌های مختلف خدمت‌رسانی نظیر  زنجیره شعب، دستگاه‌های خودپرداز، اینترنت بانک، تلفن‌بانک و... به مشتریان ارائه می‌شود.
شاید بانکداری خرد تنها حوزه بانکداری مدرن باشد، که با آنچه در ذهن اکثر افراد به عنوان فعالیت‌های معمول یک بانک نقش بسته است، تطبیق داشته باشد. 
همچنین بانکداری خرد را می‌توان دریافت سپرده از مردم و دادن وام به افراد، بنگاه‌ها و شرکت‌ها نیز تعریف کرد. با این تعریف، بانک‌ها در نقش واسطه‌های مستقیم مالی عمل می‌کنند. تک‌تک چنین مبادلاتی ارزش اندکی دارند، اما وقتی حجم چنین مبادلاتی زیاد باشد، ارزش قابل‌توجهی ایجاد خواهد شد. 